# Dick Advocaat
Dirk Nicolaas „Dick“ Advocaat (* 27. September 1947 in Den Haag) ist ein niederländischer Fußballtrainer und ehemaliger Spieler.

## Karriere als Spieler
Dick Advocaat begann seine Karriere bei ADO Den Haag. Dort spielte er bis 1973 und wechselte dann zu Roda Kerkrade. 1977 unterschrieb er bei der VVV-Venlo, um zwei Jahre später in die Vereinigten Staaten zu wechseln, da er das Angebot der Chicago Sting annahm, für diesen Verein in der North American Soccer League zu spielen.
Advocaat kehrte in der Saison 1979/80 kurzfristig in die Niederlande zurück, um wieder für Den Haag zu spielen, wechselte am Ende der Saison aber zurück nach Chicago. Von 1980 bis 1982 war er bei Sparta Rotterdam unter Vertrag, in der Saison 1982/83 bei Berchem Sport, einem Verein aus Belgien. Nach einem Jahr beim FC Utrecht beendete er seine Karriere.

## Karriere als Trainer
Advocaat begann 1981 als Trainer von Door Samenwerking Verkregen Pijnacker (DSVP). 1984 wurde er Co-Trainer von Rinus Michels bei der niederländischen Fußballnationalmannschaft.
Von 1987 bis 1989 trainierte er den HFC Haarlem, anschließend den FC Dordrecht.
Ab 1992 war er wieder Co-Trainer von Rinus Michels bei der niederländischen Nationalmannschaft. Als Michels nach der EM 1992 – man verlor im Halbfinale gegen den späteren Turniersieger Dänemark – zurücktrat, übernahm Advocaat den Posten als Bondscoach bis 1994. Er erreichte mit ihr bei der WM 1994 das Viertelfinale.
Von 1995 bis 1998 war er Trainer der PSV Eindhoven, wurde 1996 Pokalsieger und 1997 Meister. Von 1998 bis 2001 trainierte er die Glasgow Rangers, mit denen er 1999 und 2000 Meister und Pokalsieger wurde.
Von 2002 bis 2004 war Advocaat erneut Bondscoach. Bei der Fußball-Europameisterschaft 2004 erreichten die Niederlande das Halbfinale, schieden dann aber gegen Portugal aus.
Nachdem er zwischen November 2004 und April 2005 Borussia Mönchengladbach in der 1. Bundesliga betreut hatte, war er von Juli bis September 2005 Trainer der Fußballnationalmannschaft der Vereinigten Arabischen Emirate, verließ diese Stelle aber vorzeitig, um von Oktober 2005 bis Juni 2006 die südkoreanische Nationalmannschaft zu trainieren.
Im Juli 2006 übernahm Advocaat Zenit St. Petersburg und wurde ein Jahr später russischer Meister. In der Saison 2007/08 gewann er mit Zenit den UEFA-Pokal. Am 10. August 2009 wurde er vorzeitig entlassen.
Zwar war vorgesehen, dass Advocaat ab Januar 2010 das Traineramt der belgischen Nationalmannschaft übernehmen sollte, doch als der Übergangstrainer Franky Vercauteren sein Amt niedergelegt hatte, einigte man sich darauf, dass Advocaat bereits ab Oktober 2009 einspringen werde. Er war der erste ausländische Trainer seit dem Ungarn Géza Toldi.
Im Dezember 2009 wurde Advocaat parallel zu seiner Tätigkeit bei der belgischen Nationalmannschaft auch Trainer des niederländischen Erstligisten AZ Alkmaar. Er übernahm den Trainerposten von Ronald Koeman bis zum Saisonende. Am 15. April 2010 erklärte Advocaat seinen Rücktritt als Trainer der belgischen Fußballnationalmannschaft. Einen Monat später wurde er als neuer Trainer der russischen Nationalmannschaft vorgestellt. Er erhielt einen bis zur Fußball-Weltmeisterschaft 2014 laufenden Vertrag. Ende April 2012 kündigte er an, nach der Europameisterschaft 2012 zurückzutreten. Die EM in Polen und der Ukraine endete für die Russen mit dem Ausscheiden nach der Vorrunde.
Zur Saison 2012/13 übernahm er nach 14 Jahren erneut die PSV Eindhoven, gab jedoch nach der Niederlage im Pokalfinale gegen den Ligakonkurrenten AZ Alkmaar am 9. Mai 2013 das Ende seines Engagements zum Ende der Saison bekannt. Ab dem 16. Oktober 2013 war er erneut Trainer des damaligen Gegners AZ; er verließ den Club mit Ablauf der Saison 2013/14.
Am 1. August 2014 wurde er Trainer der serbischen Nationalmannschaft, sein Vertrag sollte bis zum Ende der Europameisterschaft 2016 laufen. Nachdem Serbien am 14. November 2014 im EM-Qualifikationsspiel mit 1:3 gegen Dänemark verloren hatte, trat Advocaat aber bereits nach vier Spielen (inkl. des abgebrochenen Spiels gegen Albanien) zurück.
Am 17. März 2015 wurde Advocaat Trainer beim AFC Sunderland. Nachdem er mit dem Verein den Klassenerhalt gesichert hatte, erklärte er am 27. Mai 2015, den Verein am Saisonende zu verlassen und seine Trainerkarriere zu beenden. Acht Tage später jedoch verlängerte er seine Vertragslaufzeit in Sunderland um ein Jahr bis Ende Juni 2016; später bewertete er diese Entscheidung positiv. Am 4. Oktober 2015 trat Advocaat zurück, da er die Mannschaft Sunderlands „einfach nicht gut genug“ für einen erneuten Klassenerhalt einschätze und die Klubführung ihn über die Höhe der finanziellen Mittel zur Verstärkung des Kaders im Unklaren gelassen habe.
Am 17. August 2016 präsentierte der türkische Erstligist Fenerbahçe Istanbul Advocaat als Nachfolger von Vítor Pereira. Am 19. März 2017 kündigte er das Ende seiner Trainerkarriere zum Ende der Saison 2016/17 an.
Im Juni 2017 wurde Advocaat zum dritten Mal Trainer der niederländischen Nationalmannschaft. Nachdem die Mannschaft die Endrunde der Weltmeisterschaft 2018 nicht erreicht hatte, wurde der Vertrag bereits im November wieder aufgelöst.
Am 26. Dezember 2017 stellte ihn der Erstligist Sparta Rotterdam als neuen Trainer vor. Advocaat erhielt einen bis zum Saisonende laufenden Vertrag.
Danach war er bei FC Utrecht tätig und war seit dem 30. Oktober 2019 bei Feyenoord Rotterdam bis zum Ende der Saison 2020/21 tätig. Anschließend gab er sein Karriereende als Trainer bekannt.
Ende Juli 2021 gab der irakische Fußballverband seine Verpflichtung als Nationaltrainer bekannt. Im November des Jahres trat er von dem Amt zurück.
Am 28. November 2022 wurde Advocaat als Nachfolger von Dirk Kuyt neuer Trainer von ADO Den Haag, wo er 1966 seine Spielerkarriere begann. Nach der Saison verließ er den Verein.
Anfang 2024 übernahm er den Job des Trainers bei der Fußballnationalmannschaft von Curaçao um sie zu der Weltmeisterschaft 2026 zu führen.